# Коваленко Олександр Трохимович
Коваленко Олександр Трохимович (нар. 16 червня 1941) — організатор у сільськогосподарському секторі на Донбасі, один з перших в Україні авторів ідеї котеджної забудови на селі (с. Бахмутське). Заслужений працівник податкової служби України, генерал податкової служби.

## Біографія
Народився 16 червня 1941 року в селянській родині у селі Преображенне Сватівського району на Луганщині. Після завершення навчання на агрономічному факультеті Луганського державного сільськогосподарського інституту (ЛДСТ, 1963 р.) життя пов'язане з Артемівським районом Донеччини. Професійно пройшов шлях від агронома до начальника управління сільського господарства, як керівник — від голови колгоспу до керівника району та податкового управління м. Горлівки.
За створення нового соціально-архітектурного образу села Бахмутське Артемівського району Донеччини нагороджений срібною медаллю (1982 рік) ВДНГ СРСР.
Заслужений працівник податкової служби України, генерал податкової служби. Отримав три вищих освіти, крім ЛДСТ також Вища партійна школа КПУ та Донецький національний університет. Почесний громадянин Артемівського району.